# Castelnau-sur-l'Auvignon
Castelnau-sur-l'Auvignon é uma comuna francesa na região administrativa de Occitânia, no departamento de Gers. Estende-se por uma área de 10,22 km². Em 2010 a comuna tinha 149 habitantes (densidade: 14,6 hab./km²).